# Porte de Valenciennes (stacja metra)
Porte de Valenciennes – stacja metra w Lille, położona na linii 2. Znajduje się w Lille, w dzielnicy Moulins. Stacja obsługuje szpital Saint-Vincent-de-Paul.
Została oficjalnie otwarta 1 kwietnia 1989. 